# James Lowther (7e comte de Lonsdale)
Pour les articles homonymes, voir James Lowther.
James Lowther,  septième comte de Lonsdale, né le 3 novembre 1922 et décédé le 23 mai 2006 est un militaire et directeur d'entreprise britannique.

## Biographie
James Lowther est né le 3 novembre 1922. Il étudie à l'université d'Oxford, au Eton College.
Durant la Seconde Guerre mondiale, officier britannique, il participe à la bataille de Normandie.
Il cofonde Border Television, aujourd'hui ITV Border et siège à son conseil d'administration de 1985 à 1990.
Il décède le 23 mai 2006.